# Joop Stokkel
Joop Stokkel (Aalsmeerderbrug, 11 april 1967) is een Nederlands zwemmer en dressuurruiter.
Stokkel klom toen hij zeven jaar oud was over het hek van een elektriciteitscentrale achter het huis van zijn ouders. Toen hij het elektrisch veld in liep, kreeg hij een schok van 50.000 volt. Daarop moesten zijn linkerbeen en rechterarm worden geamputeerd.

## Paralympische Spelen
Bij de Paralympische Zomerspelen 1988 in Seoel en die van 1992 in Barcelona haalde hij in totaal vijf gouden medailles in het zwemmen. In Sydney (2000) won hij goud bij het paardrijden in de individuele proef en zilver in de landenwedstrijd. Tijdens de Paralympische Spelen van 2004 was hij vlagdrager. Hij is favoriet voor goud op het paard Pegasus van Anky van Grunsven.

### Zwemmen
| Evenement      | Resultaat | Onderdeel                       |
| -------------- | --------- | ------------------------------- |
| Seoel 1988     | goud      | 100 m rugslag klasse L4         |
| Seoel 1988     | goud      | 100 m schoolslag klasse L4      |
| Seoel 1988     | zilver    | 200 m wisselslag klasse L4      |
| Seoel 1988     | brons     | 100 m vlinderslag klasse L4     |
| Barcelona 1992 | goud      | 100 m rugslag klasse S7         |
| Barcelona 1992 | goud      | 100 m schoolslag klasse SB7     |
| Barcelona 1992 | goud      | 200 m wisselslag klasse SM7     |
| Barcelona 1992 | zilver    | 4x100 m wisselslag klasse S7-10 |
| Barcelona 1992 | zilver    | 50 m vlinderslag klasse S7      |

### Paardrijden
| Evenement    | Resultaat | Onderdeel                       |
| ------------ | --------- | ------------------------------- |
| Atlanta 1996 | brons     | Dressuur klasse graad III       |
| Sydney 2000  | goud      | Verplichte kür klasse graad II  |
| Sydney 2000  | zilver    | Vrije kür klasse graad II       |
| Sydney 2000  | zilver    | Verplichte kür team klasse open |
| Athene 2004  | zilver    | Verplichte kür klasse graad II  |
| Athene 2004  | brons     | Verplichte kür team klasse open |